# Підводні човни типу «Санта-Крус»
Підводні човни типу «Санта-Крус» (ісп. Santa Cruz) — серія підводних човнів ВМС Аргентини, також відома як тип TR-1700.
Представники цього типу — найбільші підводні човни, побудовані у Німеччині з часів Другої світової війни, і одні з найшвидших дизельно-електричних субмарин у світі.

## Історія проєкту
Спочатку, за планом від 30 листопада 1977 року передбачалося виробництво шести підводних човнів. Два ТР-1700 побудовані в Німеччині компанією Thyssen Nordseewerke, два в Аргентині компанією Astillero Ministro Manuel Domecq García, і два невеликих ТР-1400 також побудовані в Аргентині. Фактично, через фінансові проблем Аргентини були побудовані тільки німецькі підводні човни, поставлені в 1984—1985 рр.

## Конструкція
Підводний човен був розроблений компанією Thyssen і його функції включають в себе високу підводну швидкість, автономність плавання (для дизельного підводного човна), і живучість. Чотири МТУ дизелі, чотири генератори, і електричний двигун від Siemens можуть розігнати його до швидкості 25 вузлів (46 км/год; 29 миль/год).На кожному човні встановлено вісім 120-елементних батарей. Глибина занурення човнів 300 метрів. Нормальна автономність цих човнів становить 30 днів з розширеним діапазоном до 70 днів. Для здійснення спецоперацій субмарина може прийняти глибоководний рятувальний апарат Deep-submergence rescue vehicle. Озброєння включає шість носових 533 мм торпедних апаратів для 22 керованих по проводам торпед SST-4, або Мк 37, або 34 міни. Автоматика човнів перезаряджає торпедні апарати за 50 секунд.
Тіссен запропонував TR1700A для австралійської програми Collins-class submarine. У запропонованому проекті корпус був на шість метрів довший і на пів метра ширше, ніж у TR1700s, побудованих для Аргентини. Він програв типу 471 компанії Kockums.

## Служба
Перші два підводні човни були побудовані за графіком в 1984-85. Будівництво інших чотирьох було припинено через аргентинську економічну кризу 1980-х років. У 1996 р. роботи над ARA Santa Fe повністю припинилися на 70 % (або 52 %) до завершення, а ARA Santiago del Estero був готовий тільки на 30 %. Після невдалої спроби продажу човнів Тайваню, вони були розібрані і, разом з деталями п'ятої та шостої субмарин, використовуються як постачальники запасних частин для двох перших підводних човнів.
У 1999-2001-х рр. «Санта-Крус» пройшла капітальний ремонт і модернізацію на верфі Arsenal de Marinha Rio de Janeiro (AMRJ, Бразилія)., яка полягала в заміні двигунів, акумуляторів, гідроакустичного і радіолокаційного обладнання «Сан-Хуан» пройшов аналогічну модернізацію на верфі Astillero Domecq García 2007.
У вересні 2010 року Міністерство оборони Аргентини, в особі Артуро Пурічеллі, заявило про можливу добудову «Санта-Фе» (S-43). Рішення повинно бути прийнято після завершення модернізації «Сан-Хуана». У добудові передбачається участь співробітників INVAP і CNEA, які досліджують можливе застосування в якості силової установки ядерного реактора CAREM національної розробки. Передбачувана вартість завершення «Санта-Фе» оцінюється в 60 мільйонів доларів США.
17 листопада 2017 року, Ара Сан-Хуан був оголошений зниклим безвісти; повідомлення про пожежу є необґрунтованими та заперечуються аргентинським флотом. .

## Човни в класі
| Корабель                | Бортовий номер | Верф                          | Введення в експлуатацію                                      | Статус                                                                                               |
| ----------------------- | -------------- | ----------------------------- | ------------------------------------------------------------ | --- |
| ARA Santa Cruz          | S-41           | Компанії Thyssen Nordseewerke | 18 жовтня 1984 року                                          | На озброєнні аргентинського військово-морського флоту                                                |
| ARA San Juan            | S-42           | Компанії Thyssen Nordseewerke | 19 листопада 1985 року                                       | Раніше на озброєнні аргентинського Військово-Морського Флоту. Підтверджені втрати 23 листопада 2017. |
| ARA - Santa Fe          | S-43           | Астильеро Домек Гарсія        | Будівництво призупинено — 70 % (або 52 %) завершено.         | |
| ARA Santiago del Estero | S-44           | Астильеро Домек Гарсія        | Будівництво призупинено — 30 % завершено                     | |
| (немає)                 | S-45           | Астильеро Домек Гарсія        | Будівництво призупинено. Компоненти розібрані на запчастини. | |
| (немає)                 | S-46           | Астильеро Домек Гарсія        | Будівництво призупинено. Компоненти розібрані на запчастини. | |

## Галерея

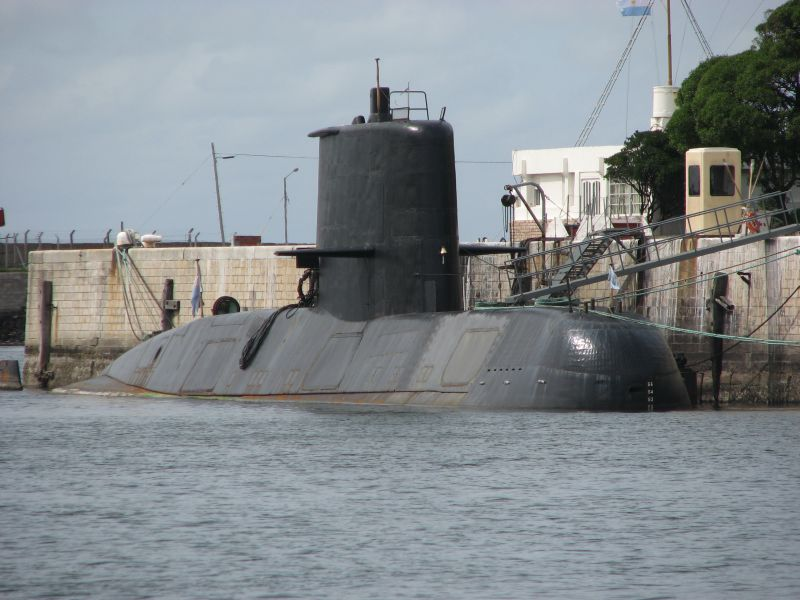
ARA San Juan аргентинського військово-морського флоту у 2007 році
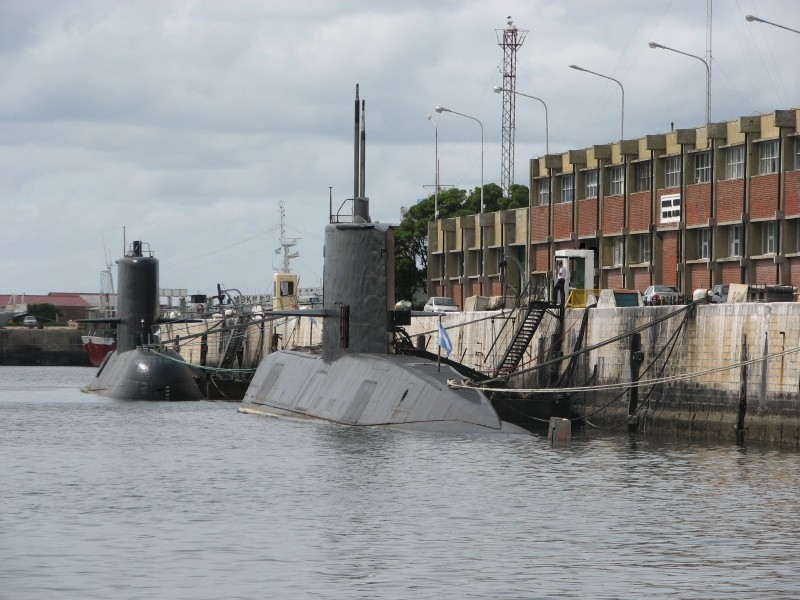
Підводні човни ARA Santa Cruz (S-41) і ARA San Juan (S-42) аргентинського військово-морського флоту